# Podia Ter Esperado por Agosto
Podia Ter Esperado por Agosto é um filme português de comédia escrito e realizado por César Mourão, e conta com nomes no elenco como Júlia Palha e Kevin Dias. Foi lançado a 18 de julho de 2024 nos Cinemas NOS. Na OPTO, foi lançado a 8 de novembro de 2024. Na Prime Video, estreia em 2024.

## Sinopse
Xavier, um rapaz da aldeia, romântico, tímido e ingénuo nas coisas do amor, apaixona-se por Laura, neta de um vizinho, que todos os verões vem passar parte das férias a casa do avô. Apesar de alguns flirts inconsequentes nos bailaricos de Verão, Xavier está convencido que não tem nenhuma hipótese de conquistar Laura. Mas, as confidências ao seu melhor amigo, Julião, acabam por desencadear uma sequência vertiginosa de acontecimentos. Conseguirá o desesperado Xavier, com a ajuda de Julião e de outros aliados inesperados, reconquistar o amor da sua vida e evitar que o resto da aldeia lhes caia em cima? Ou será que ele podia ter esperado por agosto?

## Elenco
- César Mourão como Xavier
- Júlia Palha como Laura Gomes
- Kevin Dias como Julião
- Manuel Cavaco como Armindo Gomes
- Luísa Cruz como Fernanda
- João Reis como Francisco Gomes
- Carla Vasconcelos como Inocência
- Pedro Lacerda como Tita
- António Fonseca como Padre Benedito
- Dinarte Branco como Lopes
- Vera Moura como Carmo
- Marco Paiva como Martins

### Elenco adicional
- Valerie Braddell
- Teresa Vieira

## Produção

### Desenvolvimento
A 19 de janeiro de 2024, o filme de romance foi anunciado pela produtora 313 Features para ser lançado nas salas de cinema dos Cinemas NOS e posteriormente distribuído pelas plataformas de streaming OPTO e Amazon Prime Video. É criado e dirigido por César Mourão. Tem também a produção executiva de Mourão, Diogo Brito, Bruno Coelho Vaz e Ricardo Bastos.

### Escolha do elenco
A 17 de fevereiro de 2024, Júlia Palha foi anunciada no elenco do filme como uma das cabeças de cartaz. Em março de 2024, foi anunciado no elenco o ator internacional Kevin Dias — conhecido pela série da Netflix, Emily in Paris. César Mourão, Manuel Cavaco, Luísa Cruz, João Reis, Carla Vasconcelos, Pedro Lacerda, António Fonseca, Dinarte Branco, Vera Moura e Marco Paiva também foram anunciados como parte do restante elenco do filme.

### Filmagens
A fotografia principal do filme ocorreu em 2024 em Arcos de Valdevez, cujos locais incluíam o Soajo e o Parque Nacional da Peneda-Gerês.